# Bossiaea
Bossiaea là một chi thực vật có hoa trong họ Fabaceae với khoảng 70 loài đều là loài bản địa của Úc. Chi này được đặt theo tên Bossieu de la Martinière, nhà thực vật học La Pérouse's khám phá Úc.

## Các loài
Các loài trong chi này gồm:
- Bossiaea arenicola J.H.Ross
- Bossiaea aquifolium - Water Bush
- Bossiaea armitii F.Muell.
- Bossiaea bossiaeoides (Benth.) Court - Bossiaea
- Bossiaea bracteosa Benth. - Mountain Leafless Bossiaea
- Bossiaea brownii Benth.
- Bossiaea buxifolia A.Cunn. - Matted Bossiaea
- Bossiaea carinalis Benth.
- Bossiaea cinerea R.Br. - Showy Bossiaea
- Bossiaea concinna Benth.
- Bossiaea cordigera Hook.f. - Wiry Bossiaea
- Bossiaea cucullata J.H.Ross
- Bossiaea dentata (R.Br.) Benth.
- Bossiaea disticha Lindl.
- Bossiaea divaricata Turcz.
- Bossiaea ensata DC. - Sword Bossiaea
- Bossiaea eriocarpa Benth.
- Bossiaea foliosa A.Cunn. - Leafy Bossiaea
- Bossiaea halophila J.H.Ross
- Bossiaea heterophylla Vent. - Variable Bossiaea
- Bossiaea kiamensis Benth.
- Bossiaea lenticularis DC.
- Bossiaea leptacantha E.Pritz.
- Bossiaea linophylla R.Br.
- Bossiaea modesta J.H Ross
- Bossiaea neo-anglica F. Muell.
- Bossiaea obcordata (Vent.) Druce - Spiny Bossiaea
- Bossiaea oligosperma A.T.Lee
- Bossiaea ornata Benth.
- Bossiaea oxyclada Turcz.
- Bossiaea peduncularis Turcz.
- Bossiaea praetermissa J.H.Ross
- Bossiaea preissii Meissner
- Bossiaea prostrata R. Br. - Creeping Bossiaea
- Bossiaea pulchella Meissner
- Bossiaea rhombifolia DC.
- Bossiaea riparia Benth. - River Leafless Bossiaea
- Bossiaea rosmarinifolia Lindl. - Grampians Bossiaea
- Bossiaea rufa R. Br.
- Bossiaea rupicola Benth.
- Bossiaea scolopendria (Andrews) Sm.
- Bossiaea scortechinii F.Muell.
- Bossiaea spinescens Meissner
- Bossiaea spinosa (Turcz.) Domin
- Bossiaea stephensonii F.Muell.
- Bossiaea vombata J.H.Ross - Wombat Bossiaea
- Bossiaea walkeri F.Muell. - Cactus Bossiaea, Cactus Pea
- Bossiaea webbii F.Muell. - Water Bush

## Hình ảnh

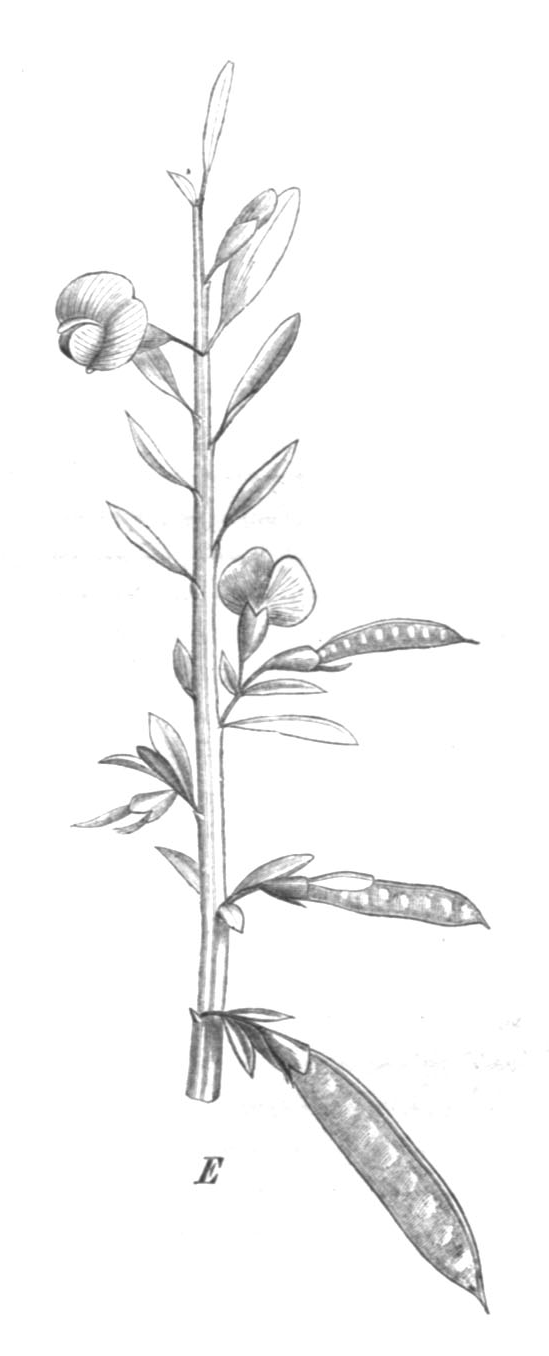
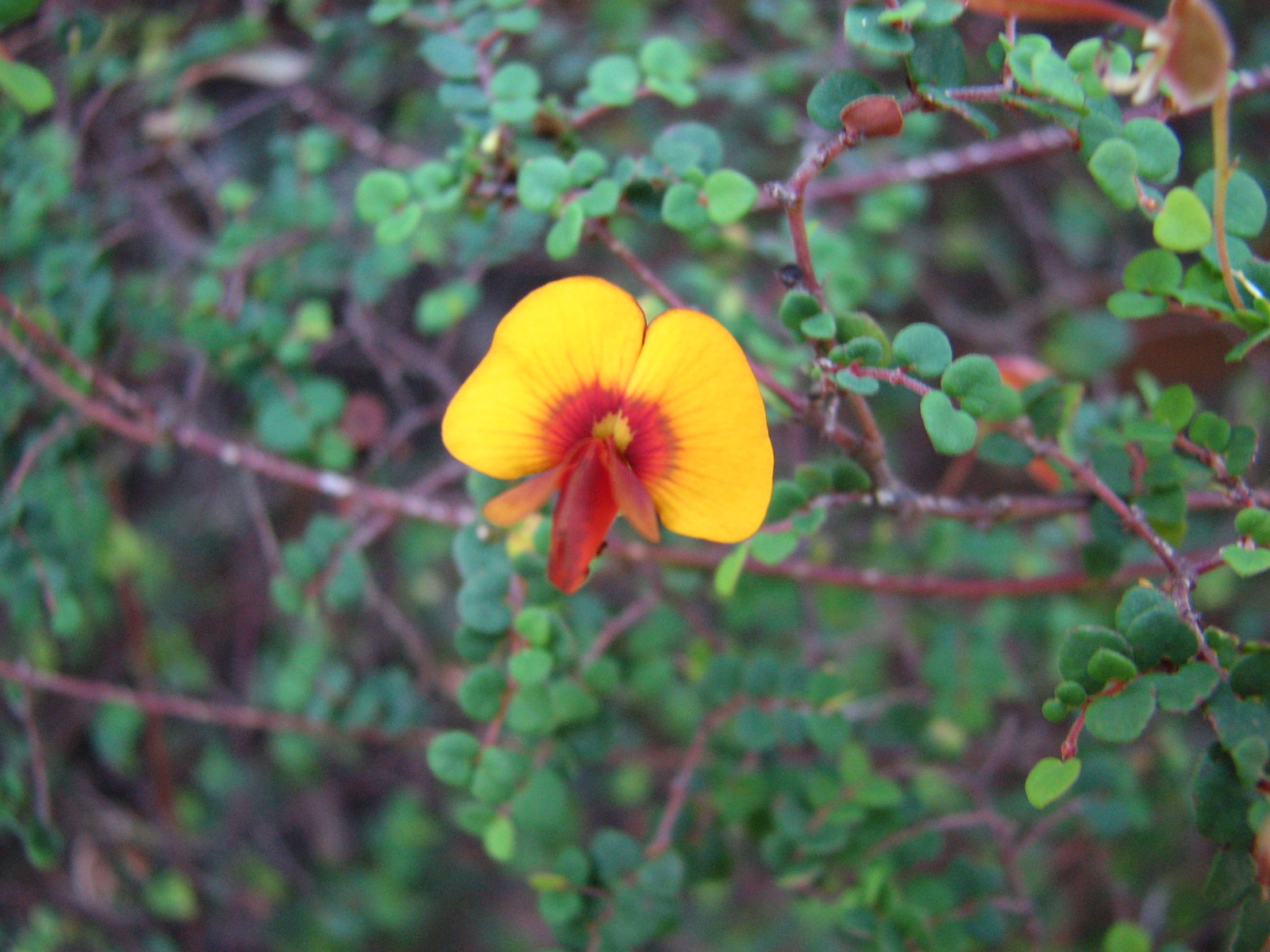
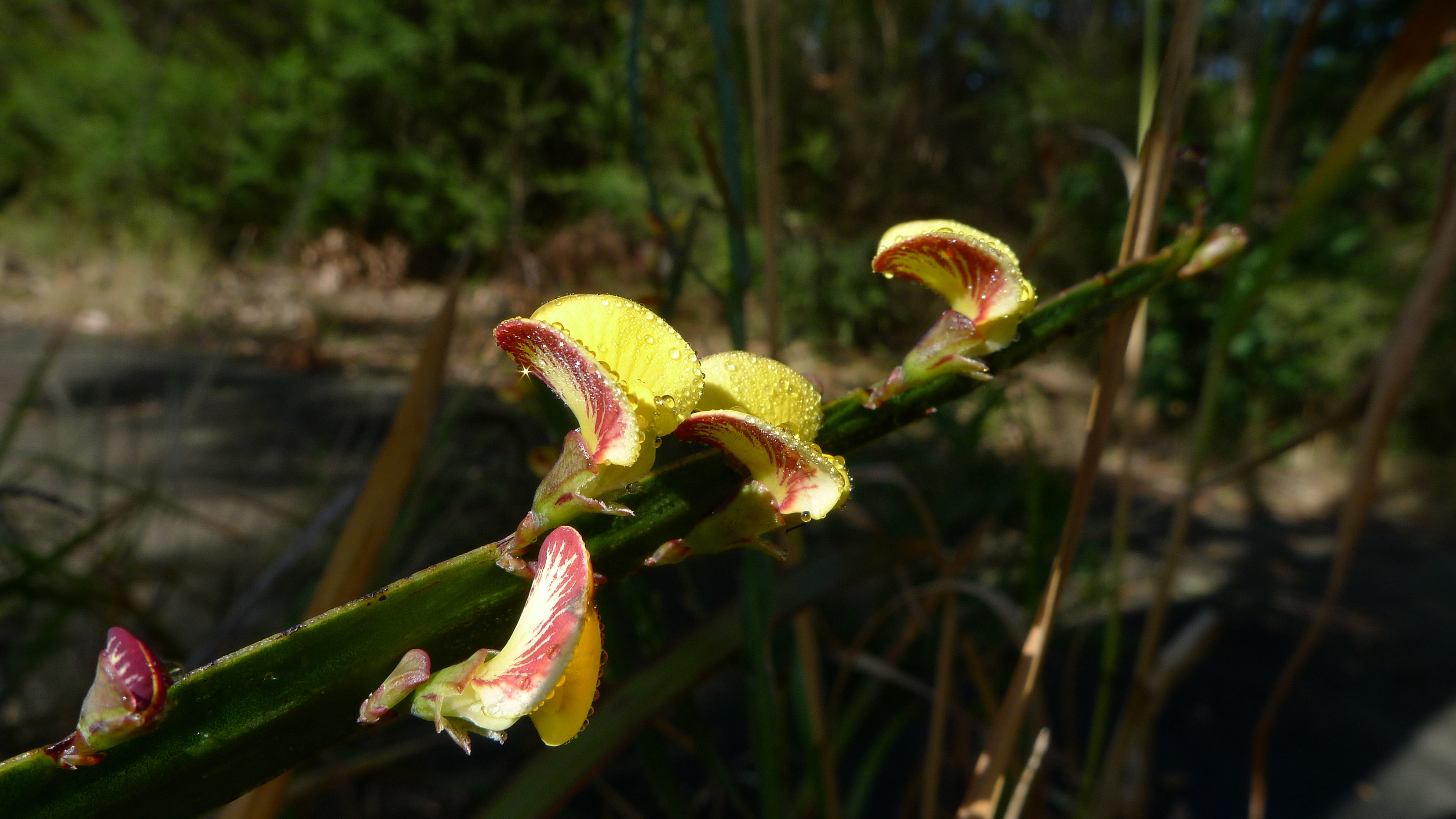
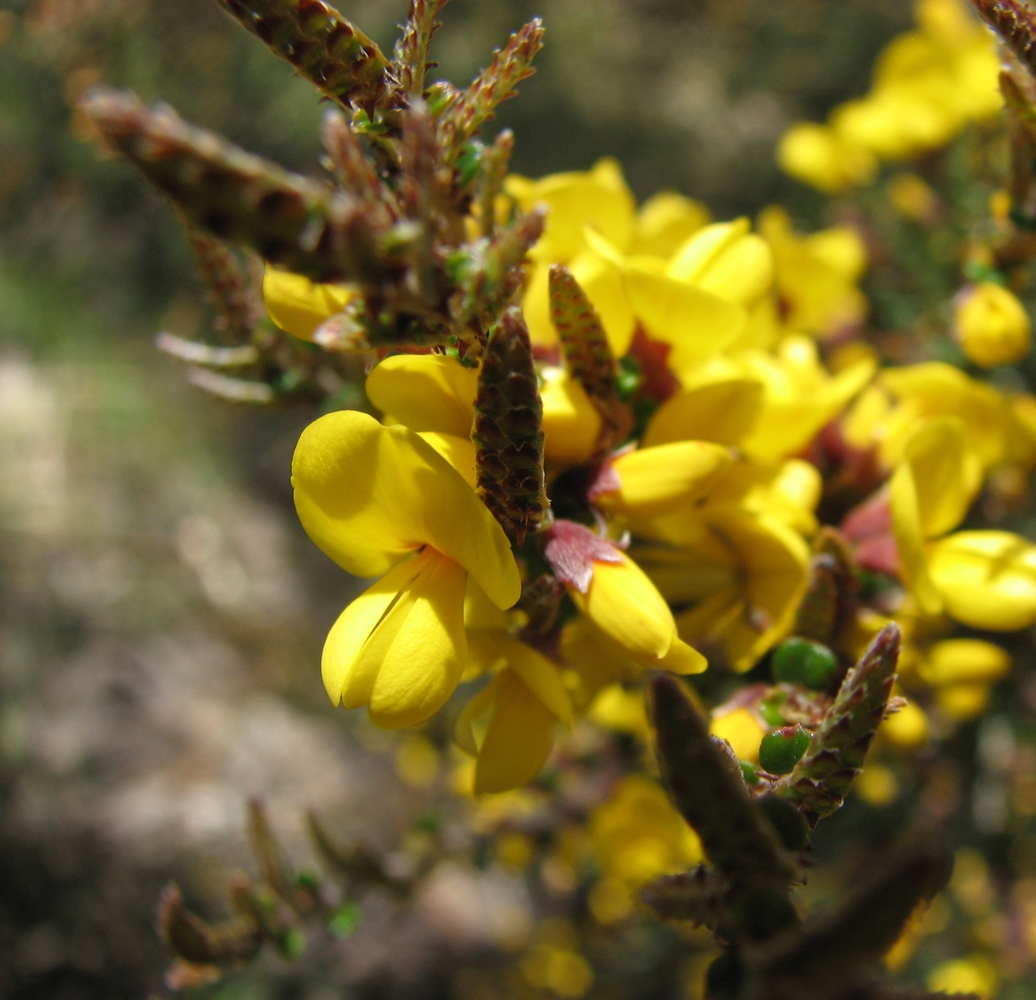